# Steven Lerud
Steven James Lerud (né le 13 octobre 1984 à Reno, Nevada, États-Unis) est un receveur des Ligues majeures de baseball. Il évolue avec les Phillies de Philadelphie en 2012 et 2013. 

## Carrière
Steven Lerud est un choix de troisième ronde des Pirates de Pittsburgh en 2003. Il joue de 2004 à 2009 en ligues mineures pour des clubs affiliés aux Pirates. Il signe en décembre 2009 un contrat avec les Royals de Kansas City mais est transféré aux Orioles de Baltimore le 27 mars suivant pendant le camp d'entraînement. Après deux saisons en ligues mineures avec des équipes affiliées aux Orioles, Lerud rejoint en décembre 2011 l'organisation des Phillies de Philadelphie. Il fait ses débuts dans le baseball majeur avec les Phillies le 30 août 2012. À ce premier match, il réussit son premier coup sûr au plus haut niveau, contre le lanceur Jon Niese des Mets de New York.
Lerud dispute 3 matchs des Phillies en 2012 et 6 autres en 2013. Il réussit deux coups sûrs en 15 passages au bâton.
Il évolue en ligues mineures avec des clubs affiliés aux Braves d'Atlanta en 2014 et aux Nationals de Washington en 2015 avant de signer un contrat avec les Mariners de Seattle le 3 février 2016.